# Стокова фотографія

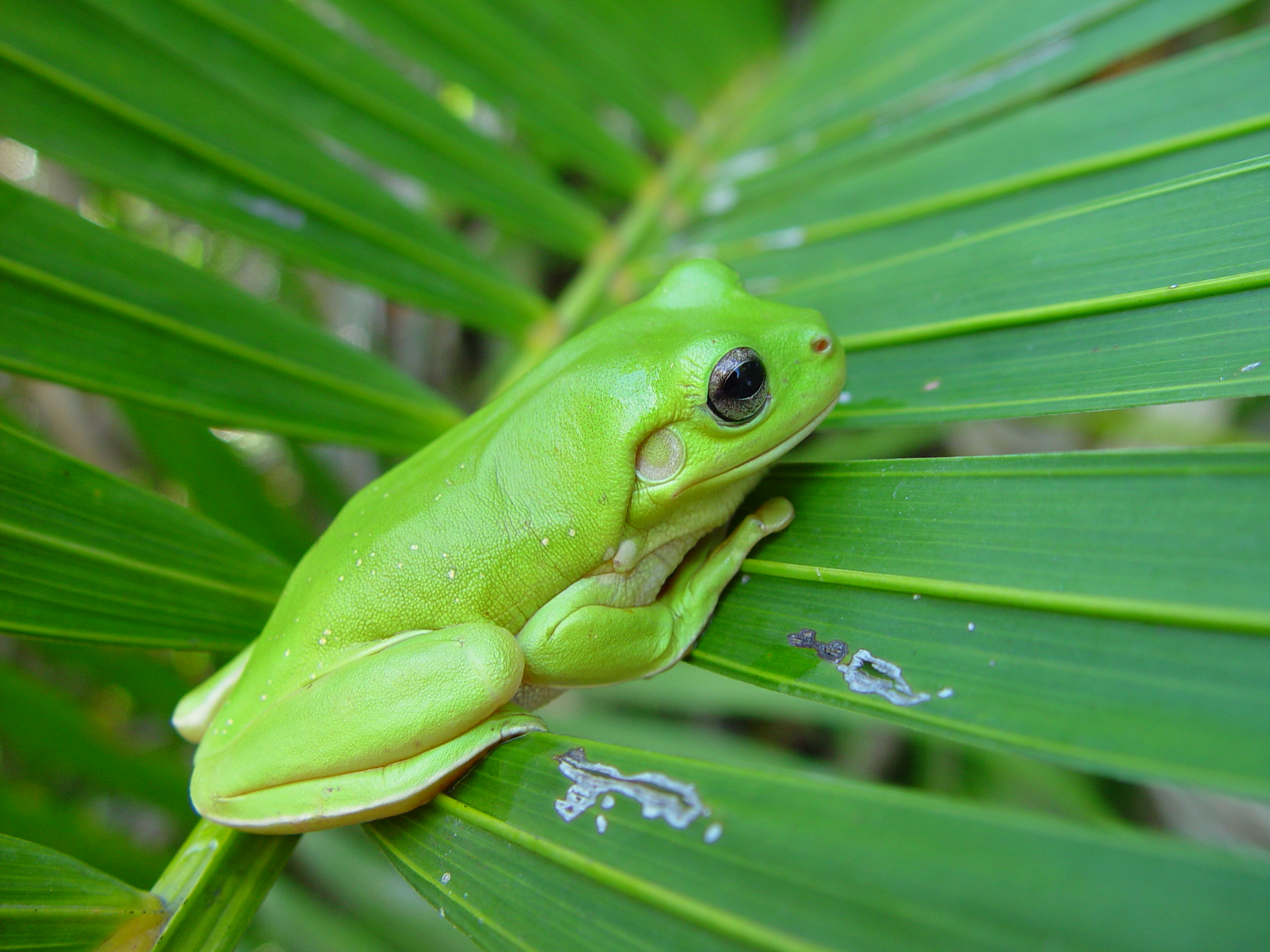
Стокова фотографія жаби. Суспільне надбання.

Стокова фотографія — це фотозображення на певну тематику, які продаються на загальнодоступних торгових майданчиках та можуть бути використані як ілюстрація або реклама. Стокові фотографії можуть бути дозволені до використання (ліцензовані) для різних цілей. Книжкові, технічні видавництва, журнали, рекламні агентства, кінематографісти, вебдизайнери, художники, фірми з декорування інтер'єрів, корпоративні творчі групи та інші митці користуються банками фотографій для використання зображень звідти у своїх роботах.
Стокові зображення можуть бути представлені в онлайнових базах даних, що дозволяє споживачу одержувати їх дистанційно і негайно при відповідній формі оплати.
Відмінною особливістю стокової фотографії є те, що вона робиться не для конкретного замовника. На сьогодні на провідних торгових майданчиках продається величезна кількість фотографій на різну тематику.